# Lesueur Island
Lesueur Island är en ö i Australien. Den ligger i delstaten Western Australia, omkring 2 300 kilometer nordost om delstatshuvudstaden Perth. Arean är 0,72 kvadratkilometer. Den sträcker sig 0,7 kilometer i nord-sydlig riktning, och 1,5 kilometer i öst-västlig riktning.
Savannklimat råder i trakten. Genomsnittlig årsnederbörd är 1 314 millimeter. Den regnigaste månaden är januari, med i genomsnitt 431 mm nederbörd, och den torraste är augusti, med 2 mm nederbörd.